# Sexpionatge
L'espionatge sexual o sexpionatge és la implicació d'activitat sexual, o la possibilitat d'interacció sexual, intimitat, romanç o seducció per practicar l'espionatge. El sexe o la possibilitat de tenir sexe amb l'objectiu podria funcionar com a distracció, incentiu, o part no desitjada de qualsevol operació d'intel·ligència.
A la Unió Soviètica, les agents femenines assignades a utilitzar aquestes tàctiques eren anomenades "orenetes", mentre que els homes eren coneguts com a "corbs". Un tipus d'espionatge sexual comunament conegut és el d'operació trampa coneguda també com a "honey trap", que està dissenyada per comprometre sexualment un oponent:230 i per obtenir informació d'aquesta persona.
L'espionatge amb pràctiques sexuals és un fenomen documentat històricament, tot i que en una revisió de llibres per part d'una publicació de la CIA el 2008 va assenyalar com els tres llibres en anglès sobre aquesta pràctica patien errors de fet de manca de documentació.

## Atrapament homosexual amb la NSA
La discriminació i les actituds culturals contra als homosexuals els ha pressionat perquè espiïn o no per a una determinada entitat, a vegades amb conseqüències dràstiques. Per exemple, l'almirall Bobby Ray Inman, antic director de la NSA, va decidir no acomiadar empleats obertament gais a canvi de la promesa escrita que cada empleat no cedís al xantatge i informés la seva família, eliminant qualsevol possibilitat de xantatge.:85 Aquest va ser un problema greu, ja que dos analistes de la NSA van desertar a Moscou el 1960 després d'una purga d'homosexuals de l'agència.:120

## Exemples soviètics i russos
Yakov Agranov, diputat de l'⁣NKVD, conegut com un dels principals organitzadors de les repressions polítiques soviètiques i dels judicis estalinistes durant les dècades de 1920 i 1930, va ser responsable de les operacions d'espionatge sexual entre la intel·lectualitat creativa. Va utilitzar ballarines del Bolxoi, així com actrius de cinema i teatre. Agranov va crear una escola anomenada Escola Tècnica Lenin (Ленинская техническая школа). L'escola va ser inaugurada el 1931 per Vyacheslav Menzhinsky, que era el cap de la Direcció Política Estatal Conjunta. Segons la llegenda, Richard Sorge i Nikolai Kuznetsov van estudiar a una escola d'espionatge sexual de Moscou.

### Escola de Sexpionage de Kazan Tatarstan
Segons l'antic oficial de la CIA Jason Matthews, la Unió Soviètica tenia una escola d'espionatge sexual anomenada "State School 4" a Kazan, Tatarstan, al sud-est de Moscou, a la vora del riu Volga. L'escola va formar agents femenins perquè fossin "orenetes". Aquesta escola es va representar a la novel·la de 2013 de Matthews Red Sparrow. El 2018 se'n va adaptar una pel·lícula homònima.
Matthews creu que l'escola de Kazan ha estat tancada, però que Rússia ara utilitza contractistes independents com a trampa. Matthew ha dit: "Si un objectiu humà amb accés a informació classificada anés a Moscou [avui], probablement veuria una oreneta moderna en un dels bars dels hotels de cinc estrelles de Moscou".

### Exemples concrets
En una conferència del 2015, l'exoficial de la CIA Jonna Mendez va explicar com els espies del KGB Karl i Hana Koecher, marits i dona txecoslovaques, utilitzaven el sexe per infiltrar-se a la CIA i recopilar informació de màxim secret. Un popular "club de d'intercanvi de parelles" de Washington, freqüentat per la parella, comptava com a membres amb almenys 10 membres del personal de la CIA i un senador dels Estats Units.
El 2018, Mendez va dir a The New York Times que un marine nord-americà estacionat a l'ambaixada nord-americana a Moscou va ser seduït i, posteriorment, va permetre que agents russos entressin a la propietat. Mendez va dir que la Xina i altres països també tenien aquests programes.
El 1963, el dramaturg i guionista Yuri Krotkov va desertar a Occident. Va revelar que el KGB li havia dit que busqués
 dones joves atractives que es podrien utilitzar per seduir homes. Reclutaria actrius mentre feia feina al cinema, prometent millors papers al cinema, diners i roba.
Els objectius atrapats durant el període de la Unió Soviètica incloïen:
1. Sukarno, president d'⁣Indonèsia
2. Maurice Dejean, ambaixador francès als anys 50
3. Clayton J. Lonetree, un marine que vigila l'ambaixada dels EUA
4. Roy Guindon, diplomàtic canadenc
5. Col. Louis Guibaud, agregat militar francès que es va suïcidar[14]
6. Jeremy Wolfenden, un periodista britànic homosexual a Moscou a principis dels anys 60
7. John Watkins, ambaixador homosexual canadenc a Moscou el 1954
8. Geoffrey Harrison, ambaixador britànic
9. Major de l'exèrcit dels EUA James R. Holbrook
10. John Vassall, un empleat homosexual de la marina britànica
11. el diputat britànic Anthony Courtney[15][16]

Washington Post va informar l'any 1987 que "la majoria dels occidentals que han passat molt de temps a Moscou tenen la seva història preferida d'un intent de seducció per part d'una agent femení o masculí del KGB".
El pare de Ghislaine Maxwell, Robert Maxwell, estava compromès tant amb l'MI6 com amb el KGB. Més tard es va suposar que Ghislaine Maxwell havia estat involucrada en un grup de dones joves que, potser, tenien més de l'edat de consentiment del Regne Unit; però que eren menors de l'edat de consentiment als EUA. Coincidència o no, la interacció entre aquests fets i el moment de l'acció legal contra el fill de SAR la reina Isabel II (Andrew) molt proper al jubileu de platí de SAR la reina Isabel II (i la mort del seu marit, SAR el príncep Felip) segueix sent tema en gran manera a importants debat.

## Espies d'Alemanya de l'Est
Els espies d'Alemanya de l'Est eren anomenats "Romeus" creats per Markus Wolf, l'antic cap del servei d'intel·ligència exterior d'Alemanya de l'Est, l'⁣Stasi. Al voltant de 40 dones van ser processades per espionatge a la República Federal d'Alemanya.

## Persones i esdeveniments destacats

### Rossinyol de Kursk - Rússia
Nadezhda Plevitskaya, una antiga cantant d'òpera coneguda com el "rossinyol de Kursk" abans de la guerra civil russa, es va trobar vivint sense els seus antics luxes després de la revolució bolxevic. La Txeca va reclutar Plevitskaya a través del seu afany de guanyar diners. "Viatjant per les zones blanques, va entretenir les tropes en concerts gratuïts, alhora que s'agraïa amb els líders antibolxevics que havien admirat durant molt de temps el 'Kursk Nightingale'. En el procés, va començar a recollir dades d'intel·ligència interessants d'alguns dels blancs més indiscrets (inclosos aquells amb qui dormia per obtenir encara més informació)".:38 No obstant això, Plevitskaya va ser capturada pels blancs després d'interceptar alguns dels seus missatges a la Txeca i ordenar que fos executada per un pelot d'execució. Nikolai Skoblin, aleshores un jove oficial de cavalleria blanc i un megalòman obsessionat amb la idea de recrear la "Santa Rússia⁣", una terra mítica que existia abans de l'època dels tsars, va veure que Plevitskaya rebutjava una bena als ulls abans de la seva execució. Motivat per la seva bellesa i coratge, Skoblin va pujar, i va ordenar a l'escamot d'afusellament que no disparés i la va alliberar sota la seva custòdia. Aleshores, la Txeca va utilitzar Plevitskaya per reclutar Skoblin, i tots dos es van casar (amb l'aleshores marit de Nadezhda servint comprensiblement com a padrí al casament) i es van traslladar a París, treballant per a la Txèka entre el Moviment de l'exili rus.:37–42

### Cynthia - Gran Bretanya
Amy Thorpe Pack era una nord-americana que es va casar amb un gran diplomàtic britànic i va començar relacions extramatrimonials en trobar el seu matrimoni sense passió. Va oferir els seus serveis voluntaris a l'MI6 mentre vivia amb el seu marit a Varsòvia el 1937. A Varsòvia, va seduir un funcionari del Ministeri d'Afers Exteriors polonès que va treure d'ell els plans de Polònia sobre com tractar Hitler i Stalin. Després d'això, va saber d'un altre funcionari polonès que alguns matemàtics polonesos havien començat a trencar els xifratges Enigma alemanys. Més tard, a Tchécoslovaquie, va descobrir els plans alemanys per envair la Tchécoslovaquie. Després d'una estada d'avorriment en un desplaçament a Santiago, Xile, Pack es va separar del seu marit i se'n va anar a la ciutat de Nova York el 1941, quan William Stephenson, llavors cap d'estació de l'MI6, es va posar en contacte amb ella i li va demanar que s'infiltrés a les ambaixades a Washington DC. En adonar-se que la seva motivació era un desig de perill i emoció, Stephenson li va donar el nom en clau Cynthia, després d'un amor perdut durant molt de temps. Pack va seduir llavors el cap d'estació de la intel·ligència militar italiana i va adquirir el xifratge de la marina italiana. A principis de 1942, Pack es va fer passar com un periodista pro-Vichy i va aconseguir que Charles Brousse, agregat de premsa de l'ambaixada francesa de Vichy, s'enamorés d'ella i acceptés treballar com a actiu de l'OSS. En una operació de robatori nocturn de prop de sis hores, Pack i Brousse van deixar entrar a l'ambaixada una caixa de seguretat de l'OSS per emportar-se els llibres de codis de Vichy per fotografiar-los i, en un moment donat, Pack es va despullar per cobrir l'operació enganyant un guàrdia nocturn sospitós. Després de l'operació dels codis de Vichy, Pack es va retirar de l'espionatge perquè es va enamorar de Brousse.:107–111

### Comandant Courtney Affair - Unió Soviètica
El comandant Anthony Courtney era un "antic oficial naval i membre del Parlament que va denunciar el govern de l'època i el Ministeri d'Afers Exteriors per la suavitat en permetre als diplomàtics soviètics i del Teló de Ferro abusar dels seus privilegis amb finalitats d'espionatge". El comandant parlava rus amb fluïdesa i el 1961 va compartir la nit amb la seva guia d'Intourist, Zinaida Grigorievna Volkova, qui era, de fet, una habitual seductora del KGB. Fotògrafs del KGB van capturar aquest moment comprometedor. Posteriorment, el KGB va intentar xantatjar a Courtney perquè abandonés les seves diatribes parlamentàries. Malgrat això, ell es va negar a cedir a les seves demandes. Les imatges comprometedores es van difondre entre altres membres del parlament i socis empresarials amb l'objectiu d'exercir pressió. A més, Private Eye, una revista satírica de Londres, va obtenir les fotos i les va publicar. Courtney va perdre el seu escó a les següents eleccions.:33–35

### Afer Ambaixador Dejean - Unió Soviètica
Maurice Dejean, l'antic ambaixador francès a la Unió Soviètica, era un vell amic amb íntimes connexions amb el president De Gaulle, a qui tenia afició per les dones. El KGB va aprofitar la situació i va organitzar que Dejean tingués un vincle primer amb Lydia Khovanskaya, una divorciada que parlava francès, i després amb Larisa Kronberg-Sobolevskaya, actriu. Mentre Dejean estava amb Kronberg-Sobolevskaya, el seu marit pretensió va tornar a casa, tal com es va fer, des d'una expedició geològica a Sibèria, i va colpejar a Dejean, però li va permetre marxar a la súplica de Larisa. Dejean va anar a trobar un amic soviètic, que sense saber-ho, treballava per al KGB, per calmar l'assumpte. Els soviètics no van prendre cap acció immediata, però van preferir mantenir la seva operació com a palanquejament per si de cas per mantenir l'ambaixador francès sota el seu domini. Les trampes similars del KGB a la dona de Dejean, Marie-Claire, no van tenir èxit. El president De Gaulle i els francesos es van assabentar de l'afer per la intel·ligència britànica, que al seu torn es va assabentar de Yuri Krotkov, un desertor. Krotkov va desertar l'any 1963 després que un agregat de la Força Aèria francesa, el coronel Louis Guibard, es disparés quan el KGB li va mostrar imatges que li van fer de la seva aventura amb una dona russa i li va presentar l'opció d'escollir entre exposició o col·laboració.:36–37

### Sir Geoffrey i Galya – Unió Soviètica
El 1968, Sir Geoffrey Harrison, l'ambaixador britànic a Moscou, es va convertir en el focus d'un intent de xantatge per part del KGB. Durant aquest episodi, el KGB va col·locar una atractiva criada anomenada Galya a la missió diplomàtica. Amb habilitat, Galya va enganyar a Sir Geoffrey, informant-lo que havien pres fotos comprometedores i que, a menys que proporcionés informació al KGB, les imatges serien exposades. Malgrat l'escàndol generat, Sir Geoffrey no va prendre accions en contra seu i va optar per retirar-se amb la pensió completa.:73

### Intrusió del KGB a l'ambaixada sueca a Moscou – Unió Soviètica
Yuri Nosenko, un desertor soviètic que va fugir a Occident, va proporcionar detalls sobre l'ús d'una enganyifa en una operació nocturna del KGB. En aquesta ocasió, el KGB va organitzar un assalt a l'ambaixada sueca a Moscou, amb una tripulació composta per dotze membres especialitzats en seguretat i robatoris. Segons Nosenko, el KGB va utilitzar una dona seductora per atreure al vigilant nocturn de l'ambaixada, mentre un altre agent va distreure al gos guardià oferint-li trossos de carn.:124–125

### Donald Maclean - Unió Soviètica
Donald Duart Maclean va ser un diplomàtic britànic que va espiar per la Unió Soviètica sobretot per amor per ella, i mai va rebre sou, tot i que va rebre una pensió del KGB. No obstant això, per assegurar-se que Maclean no creués tan fàcilment amb els soviètics, van fer que Guy Burgess, un altre homosexual britànic espiant per als soviètics, fes fotos de Maclean al llit amb un altre home durant una orgia. :111
Cap a finals de 2010 i durant 2011, es va revelar als mitjans del Regne Unit que diversos agents de policia encoberts havien establert relacions íntimes amb membres de grups objectius com a part de la seva "falsa identitat" i funció oficial. En alguns casos, aquests agents fins i tot havien proposat matrimoni o tingut fills amb els manifestants, sense que aquests últims fossin conscients que la seva parella era un agent de policia.
En la majoria dels casos que van ser denunciats públicament, a

### William Vassall – Unió Soviètica
William John Vassall era un home obertament gai que presumia que els homes deien que s'havia "acostat als ulls del llit", i el 1954, com a empleat de l'oficina de l'agregat naval britànic, Vassall va anar a Moscou. Un empleat polonès de l'ambaixada va portar Vassall a una festa amb molt d'alcohol, i es va involucrar en activitats homosexuals. Aviat, Vassall havia estat xantatge i estava robant informació classificada per als soviètics. :172

## Ús americà
L'antic director adjunt de l'FBI, William C. Sullivan, en un testimoni davant el Comitè de l'Església l'1 de novembre de 1975, va declarar: "L'ús del sexe és una pràctica habitual entre els serveis d'intel·ligència de tot el món. Aquest és un negoci dur i brut. Hem utilitzat aquesta tècnica contra els soviètics. L'han utilitzat contra nosaltres.".
Aleksandr Ogorodnik, membre del departament de planificació del Ministeri d'Afers Exteriors de Rússia, va ser designat amb el nom en clau "TRIGON" per l'Agència Central d'Intel·ligència (CIA). Durant aquest període, va entaular una relació amb una dona espanyola que va ser reclutada per la CIA. L'any 1973, aquesta dona va convèncer Ogorodnik de proporcionar informació a la CIA.

## Ús de la policia encoberta britànica
Cap a finals de 2010 i durant 2011, es va revelar als mitjans del Regne Unit que diversos agents de policia encoberts havien establert relacions íntimes amb membres de grups objectius com a part de la seva "falsa identitat" i funció oficial. En alguns casos, aquests agents fins i tot havien proposat matrimoni o tingut fills amb els manifestants, sense que aquests últims fossin conscients que la seva parella era un agent de policia.
En la majoria dels casos que van ser denunciats públicament, aquests agents eren homes i es coneixien col·loquialment com "corbs". Aquesta situació va provocar un gran escàndol i preocupació per la privacitat i els drets civils dels ciutadans afectats per aquestes pràctiques.

## Ús xinès
Començant amb la seva etapa com a regidor de Dublín, Califòrnia, Eric Swalwell va ser l'objectiu d'una dona xinesa que es creu que era una oficial clandestina del Ministeri de Seguretat de l'Estat de la Xina. L'⁣FBI va donar a Swalwell una "conferència defensiva" el 2015, informant-lo que Christine Fang era una presumpta agent xinesa. També es va relacionar amb dos alcaldes de la ciutat del mig oest en relacions que eren de naturalesa sexual o romàntica. Als mitjans, la relació general de Swalwell amb Fang s'ha caracteritzat com a problemàtica, sobretot tenint en compte el paper d'alt perfil que va ocupar -un membre del Comitè d'Intel·ligència de la Cambra- dins la comunitat d'intel·ligència.

## Espies equivocats com corbs
Un espia amb un estil de vida promiscu no és necessàriament un corb professional. Per exemple, Duško Popov era un agent doble que treballava per a l'MI5 i donava informació a l'⁣Abwehr durant la Segona Guerra Mundial. Provenia d'una família iugoslava moderadament rica, i tenia gust pels restaurants cars, les dones i les discoteques. L'MI5 el va anomenar TRICYCLE perquè era el cap d'un grup de tres agents dobles. Tot i ser vist com una inspiració per a James Bond, no era un corb, sinó que va utilitzar suposades connexions comercials per alimentar la intel·ligència falsa als nazis.:98–102

## Agent que s'enamora del seu company de missió
Una instància de sexe o intimitat que pot passar durant l'espionatge és quan un agent s'enamora de la seva parella. En un exemple, un "espia de xampany" israelià, Wolfgang Lotz, que es feia passar per un antic veterinari de l'Afrika Corps, es va introduir profundament en els cercles socials alemanys a Egipte abans de la Guerra dels Sis Dies i es va enamorar de la seva falsa "esposa alemanya", que es va convertir al judaisme. Lotz es va divorciar de la seva dona real, que era israeliana, per la seva parella.:151

## En la cultura popular
La majoria de les variacions de Black Widow a Marvel Comics són personatges de ficció representats com orenetes, basats deliberadament en el programa rus.
James Bond és un personatge de ficció representat com un corb; el seu homòleg paròdic Austin Powers també utilitza l'espionatge sexual per obtenir informació. També se suggereix que cadascun d'aquests personatges va ser atacat repetidament per agències estrangeres amb explotació. Els exemples, per a James Bond, poden incloure el text (una mica diferent de la pel·lícula homònima) de la novel·la de 1957 d'Ian Fleming, From Russia with Love (en particular, el personatge Tatiana Romanova) i la pel·lícula de 1995 (sense llibre d'Ian Fleming enllaçat), GoldenEye (en particular, el personatge Xenia Onatopp).
Una pel·lícula pornogràfica nord-americana de temàtica d'espionatge de 1987 amb Dana Dylan, Rachel Ashley i Britt Morgan es va titular "Sexpionage".
A la pel·lícula de 2014 The Interview, l'ús d'una oreneta s'anomena una mica col·loquialment "honeypotting", i l'ús d'un corb es coneix com a "honeydicking".
La pel·lícula del 2018 Red Sparrow mostra una versió moderna de l'espionatge sexual.
La sèrie de televisió en línia de thriller d'acció índia del 2021 Special Ops 1.5: The Himmat Story mostra la captura d'objectius per orenetes entrenades en la infiltració.